# Fondazione per lo sviluppo sostenibile
La Fondazione per lo sviluppo sostenibile nasce nel 2008 come centro studi e ricerche per promuovere l'economia verde. È presieduta da Edo Ronchi.

## Attività
La Fondazione per lo sviluppo sostenibile supporta imprese ed enti pubblici nella pianificazione e nella programmazione,, organizza convegni e laboratori su tematiche rilevanti e produce approfondimenti periodici, facendo il punto sulle politiche e sui dati aggiornati a livello nazionale e internazionale. Dal 2014 presenta il Green economy report
La Fondazione ha sviluppato 8 aree di lavoro:
- Energia e clima;
- Rifiuti ed Economia circolare;
- Mobilità sostenibile;
- Stati Generali della Green Economy;
- Reporting Green Strategies, Ecoinnovazione;
- Capitale naturale, Infrastrutture verdi, Agricoltura;
- Green City Network;
- Corsi di formazione.

La Fondazione è a capo di un network che comprende:
- Italy for Climate (I4C)[2]
- Circular Economy Network (CEN)[3]
- Green Economy Report
- Stati Generali della Green Economy[4]
- L'Italia del Riciclo
- Premio per lo sviluppo sostenibile
- Osservatorio nazionale Sharing Mobility (OSM)[5]
- Green City Network (GCN)[6]

Le pubblicazioni e ricerche della Fondazione sono fruibili e scaricabili dal sito della stessa.